# سونیا تاد
سونیا تاد (متولد ۱۹۵۹) بازیگر استرالیایی است. او بیشتر به خاطر نقش‌های تلویزیونی‌اش شناخته می‌شود، از جمله به عنوان سرگرد جورجیا راتری در سریال «پلیس نجات» (۱۹۸۹–۱۹۹۶)، مگ فونتین در «دختران مک‌لود» (۲۰۰۱–۲۰۰۸) و جینا آستین در سریال آب‌نبات «خانه و دور» (۲۰۰۹–۲۰۱۳).

## حرفه
تاد در انستیتوی ملی هنرهای دراماتیک تحصیل کرد و در نمایشنامه استریکتلی بالروم به کارگردانی باز لورمن بازی کرد.
تاد با نقش جورجیا راتری در سریال تلویزیونی پلیس نجات شناخته شد که برای آن در سال ۱۹۹۱ برنده جایزه مؤسسه فیلم استرالیا گشت. او همچنین برای بازی در مینی سریال چهار قسمتی کارخانه سیب‌زمینی (۲۰۰۰) نامزد دریافت جایزه فیلم استرالیا شد.
از سال ۲۰۰۱ تا ۲۰۰۶، ۲۰۰۷، ۲۰۰۹ (مهمان)، او در فیلم دختران مک‌لئود نقش مگ فونتین را بازی کرد.
تاد از اواخر سال ۲۰۰۷ تا اوایل سال ۲۰۰۸ در مجموعه همه قدیسین نقش مکرری داشت. او نقش روان‌پزشک دکتر الیزابت فوی را برعهده داشت. او پیش از این نقش کیت لارسن را نیز بازی کرده بود.
در ژانویه ۲۰۰۹، سونیا تاد به جمع بازیگران سریال درام «خانه و دور» در نقش ثابت جینا آستین سون نتورک پیوست. پس از چهار سال حضور در این برنامه، تاد تصمیم به ترک مجموعه گرفت تا به دنبال چالش‌های بازیگری دیگری برود. او در درام حقوقی «جانت کینگ» نیز ظاهر شد.

## زندگی شخصی
سونیا تاد با رت والتون ازدواج کرده و دو پسر دارد (متولد ۱۹۹۲ و ۲۰۰۰)، که پسر اولش از رابطه قبلی اوست.

## فیلم‌شناسی

### تلویزیون
| سال     | عنوان                    | نقش                           | یادداشت‌ها                         |
| ------- | ------------------------ | ----------------------------- | --------------------------------- |
| ۱۹۸۹–۹۶ | نجات پلیس                | گروهبان جورجیا راتری          | فصل ۱ تا ۵ (نقش اصلی، ۶۲ قسمت)    |
| ۱۹۹۰    | بیا تو اسپینر            | هلن مک فارلند                 | مینی سریال (۴ قسمت)               |
| ۱۹۹۱    | یک تمرین کشوری           | جین اندرسون                   | فصل ۱۱، قسمت ۹ و ۱۰               |
| ۱۹۹۲    | مادر و پسر               | پلیس زن                       | فصل ۵، قسمت ۳                     |
| ۱۹۹۴    | G.P.                     | جودی والش                     | فصل ۶، قسمت ۶                     |
| ۱۹۹۷    | بچه‌های خوب، بچه‌های بد    | وندی جانسون                   | فصل ۱، قسمت ۱                     |
| ۱۹۹۷    | بازگشت به مشتری          | فرمانده ادوینا دنت            | فصل ۱ (نقش اصلی، ۱۳ قسمت)         |
| ۱۹۹۷    | بچه‌های سیمون دوبوار      | کارلا                         | مینی سریال (۴ قسمت)               |
| ۱۹۹۷–۹۸ | آینه، آینه               | کارولین مک فارلین             | فصل ۲ (۲۶ قسمت)                   |
| ۱۹۹۸    | موش‌های آبی               | گروهبان کارآگاه لوئیز برادشاو | فصل ۳ (۱۳ قسمت)                   |
| ۱۹۹۹    | Halifax f.p.             | هلن هانت                      | فصل ۱، قسمت ۱۳                    |
| ۱۹۹۹    | Wildside                 | دکتر الکسا گرانت              | فصل ۲، قسمت ۲۰                    |
| ۲۰۰۰    | کارخانه سیب‌زمینی         | هانا سلیمان                   | مینی سریال (۴ قسمت)               |
| ۲۰۰۱    | همه قدیسین               | کیت لارسون                    | فصل ۴ (تکرار کننده، ۱۰ قسمت)      |
| ۲۰۰۱–۰۸ | دختران مک‌لئود            | فواره مگ / دوج                | فصل ۱–۴ (نقش اصلی، ۸۸ قسمت)       |
| ۲۰۰۱–۰۸ | دختران مک‌لئود            | فواره مگ / دوج                | فصل ۴ (مهمان، ۱ قسمت)             |
| ۲۰۰۱–۰۸ | دختران مک‌لئود            | فواره مگ / دوج                | فصل ۵–۶ (تکرارکننده، ۱۹ قسمت)     |
| ۲۰۰۱–۰۸ | دختران مک‌لئود            | فواره مگ / دوج                | فصل ۷ تا ۸ (مهمان، ۳ قسمت)        |
| ۲۰۰۷–۰۸ | همه قدیسین               | دکتر الیزابت فوی              | فصل ۱۰ تا ۱۱ (تکرارکننده، ۷ قسمت) |
| ۲۰۰۹–۱۳ | خانه و دوری              | جینا آستین                    | فصل ۲۲ تا ۲۶ (نقش اصلی، ۳۲۲ قسمت) |
| ۲۰۱۰–۱۸ | Rake                     | جین گرین                      | فصل‌های ۱–۲، ۴–۵ (۱۳ قسمت)         |
| ۲۰۱۴    | جانت کینگ                | گیل جونز                      | فصل ۱ (۵ قسمت)                    |
| ۲۰۲۲    | رازهایی که او نگه می‌دارد | قاضی                          | فصل ۲، قسمت ۱ و ۲                 |
| ۲۰۲۲    | پس از حکم                | آنیتا لنگ                     | فصل ۱ (تکرار کننده، ۳ قسمت)       |

### فیلم
| سال  | عنوان             | نقش                   | یادداشت‌ها            |
| ---- | ----------------- | --------------------- | -------------------- |
| ۱۹۸۷ | دختران لعنتی      | دستیار فروش کفش زنانه | فیلم کوتاه           |
| ۱۹۹۴ | پلیس نجات         | گروهبان جورجیا راتری  | نسخه فیلم بلند سریال |
| ۱۹۹۶ | بدرخشید           | سیلویا                | فیلم بلند            |
| ۱۹۹۶ | عدالت طبیعی: گرما | جنیفر هاریوالد        | فیلم تلویزیونی       |
| ۱۹۹۷ | انتقام جویی       | سوزان                 | فیلم تلویزیونی       |
| ۲۰۰۰ | اعمال ازدواج      | ژان مک کینون          | فیلم تلویزیونی       |
| ۲۰۱۲ | Spirit-ED         | خانم جودی             | فیلم کوتاه           |

## تئاتر

### به عنوان بازیگر
| سال  | عنوان                              | نقش                      | یادداشت‌ها                                                          |
| ---- | ---------------------------------- | ------------------------ | ------------------------------------------------------------------ |
| ۱۹۸۴ | سالن رقص دقیق                      | جنی فرگوسن               | NIDA، سیدنی                                                        |
| ۱۹۸۴ | Holiday Makers                     | یولیا                    | NIDA، سیدنی                                                        |
| ۱۹۸۴ | "سه فرس فرانسوی": "بداهه در ورسای" | خانم دوپارک              | NIDA، سیدنی                                                        |
| ۱۹۸۴ | همه چیز خوب است که خوب تمام می‌شود  |                          | NIDA، سیدنی                                                        |
| ۱۹۸۵ | Dreamplay                          |                          | NIDA، سیدنی                                                        |
| ۱۹۸۵ | موسیقی مجلسی                       |                          | NIDA، سیدنی                                                        |
| ۱۹۸۵ | سه‌گانه "یونانیان".                 | آتنا                     | NIDA، سیدنی و مرکز هنرهای جوانان سنت مارتینز، ملبورن               |
| ۱۹۸۵ | یک بار در طول عمر                  |                          | NIDA، سیدنی                                                        |
| ۱۹۸۶ | هیجان زیادی دربارهٔ هیچی            | قهرمان                   | شکسپیر در پارک                                                     |
| ۱۹۸۶ | سالن رقص دقیق                      | جنی فرگوسن               | براتیسلاوا با شرکت تئاتر باند.                                     |
| ۱۹۸۷ | داستان زمستانی                     | پردیتا                   | مرکز سیمور، سیدنی با شرکت تئاتر نمرود                              |
| ۱۹۸۷ | عصر طلایی                          | فرشته / پرستار / خدمتکار | مرکز سیمور، سیدنی با شرکت تئاتر نمرود                              |
| ۱۹۸۷ | Les Liaisons Dangereuses           | سیسیل                    | مرکز سیمور، سیدنی با شرکت تئاتر نمرود                              |
| ۱۹۸۷ | هملت                               | اوفلیا                   | کیو تئاتر، پنریث                                                   |
| ۱۹۸۹ | "کارگاه کارگردانی"                 |                          | بنیاد پیتر سامرتون                                                 |
| ۱۹۸۹ | "عملیات کوه مقدس"                  |                          | Seymour Centre، سیدنی با سالن تئاتر Toe Truck                      |
| ۱۹۸۹ | هارولد در ایتالیا                  | جولیا                    | خانه اپرای سیدنی تئاتر درام با شرکت تئاتر سیدنی                    |
| ۱۹۹۴ | "میز برای یک نفر؟"                 | جنی                      | Ensemble Theatre، سیدنی با شرکت تئاتر هانتر ولی برای جشنواره سیدنی |
| ۲۰۰۵ | نامه‌های عاشقانه                    |                          | تئاتر رژه، نیدا                                                    |
| ۲۰۰۷ | راه اندازی انتخابات ALP Arts       |                          | Riverside Theatres Parramatta                                      |
| ۲۰۱۴ | یک قتل اعلام شد                    | لتیتیا بلکلاک            | تولیدات تله موش با مسئولیت محدود                                   |
| ۲۰۱۴ | بدترین رازهای پنهان                | آنی استیپر               | Bontom Productions                                                 |
| ۲۰۱۷ | نور سرد                            | ادیت کمبل بری            | تئاتر خیابانی، سیدنی                                               |
| ۲۰۲۰ | قوانین زندگی                       | ادیت                     | خانه اپرای سیدنی تئاتر درام با شرکت تئاتر سیدنی                    |

### به عنوان خدمه
| سال  | عنوان                               | نقش      | یادداشت‌ها                                 |
| ---- | ----------------------------------- | -------- | ----------------------------------------- |
| ۱۹۸۶ | Ridin' High: The Ethel Merman Story | طراح رقص | تئاتر استبلز، سیدنی با شرکت تئاتر گریفین. |